# آنسونگ
این یک نام کره‌ای است؛ نام خانوادگی گو است.
آنسونگ (۶۸۳ ~ ۶۶۸) برادرزاده یا پسر بوجانگ آخرین پادشاه گوگوریو بو‏د که پس از سقوط گوگوریو بین سالهای ۶۶۸ تا ۶۸۳ حکومت کرد. ژنرال گئوم موجام او را پادشاه جدید گوگوریو نامید، اما بعداً گئوم را به قتل رساند و تسلیم پادشاهی کره سیلا شد و در پایتخت سیلا، گیونگجو، اقامت گزید.

## پس زمینه
گو آنسونگ برادرزاده بوجانگ پادشاه گوگوریو و شاهزاده گوگوریو قبل از سقوط آن بود. در برخی منابع چینی، گو آنسونگ به عنوان نوه بوجانگ، آخرین پادشاه پادشاهی کره باستان گوگوریو ثبت شده است.

## فرمانروای بازماندگان گوگوریو
در سال ۶۶۸، شاهزاده آنسونگ در سیلا بود، جایی که سالها در آنجا به عنوان گروگان نگهداری می شد. او با شنیدن شکست و سقوط پادشاهی خود، به جستجوی بازماندگان پرداخت و ابتدا به دنبال مجوز برای احیای پادشاهی خود شد. آنسونگ در حال پرواز با مقام عالی رتبه گوگوریو، گئوم موجام، روبرو شد. آنها با هم اتحادی را برای احیای پادشاهی گوگوریو ایجاد کردند. آنسونگ به عنوان فرمانروای گوگوریو جدید، به مرکزیت شهر هانسانگ، در استان هوانگهای جنوبی امروزی، کره شمالی، تاجگذاری کرد. به زودی فرستادگانی به سیلا اعزام شدند تا به دنبال بازگرداندن برخی از قلمروها برای پادشاهی احیا شده گوگوریو و همچنین اتحاد دفاعی با "دولت بزرگ" (یعنی سیلا) باشند. سیلا که مشتاق قطع روابط خود با تانگ بود، که پس از شکست گوگوریو و بکجه اکنون تهدیدی برای تحمیل هژمونی خود بر قلمروهای بکجه و گوگوریو سابق می‌کرد، موافقت کرد تا گوگوریوی احیا شده تحت فرمان پادشاه آنسونگ را دوباره برقرار کند و با آن متحد شود. در ماه هشتم سال ۶۷۰، پادشاه مونمو سیلا فرمان سلطنتی را به آنسونگ فرستاد که در بخشی از آن می‌خواند:
اکنون مردم نمی توانند بدون حاکم باشند و بهشت آگوست باید کسی را داشته باشد که فرمان را به او بسپارد. شما و شما به تنهایی از نسل واقعی پادشاه سابق خود بوجانگ هستید. چه کسی جز تو می تواند فداکاری های اجدادی را رهبری کند؟... با احترام، فرستاده من... و دیگران اعزام شده اند تا به سرعت این فرمان توهین آمیز را که به تو دستور می دهد پادشاه گوگوریو باشی، لغو کنند. شما باید دور هم جمع شوید و مردم پناهنده خود را آرام کنید، پیوندهای قدیمی خود را ادامه دهید و به آنها جان تازه ای بدهید، همیشه همسایه باشید و برادرانه به امور بپردازید».
پادشاه مونمو سپس لقب پادشاه بودئوک (보덕국왕؛ 報德國王) را به او اعطا کرد و بخش کوچکی از قلمرو را در مجاورت شهر ایکسان امروزی در نزدیکی پایتخت سابق بکجه در بویئو به او وصیت کرد که ظاهراً تلاش می‌کرد تا آن منطقه را کنترل کند.

## پایان پادشاهی بودئوک
قلمرو احیا شده گوگوریو بودئوک به زودی به پناهگاهی برای بقایای جمعیت گوگوریو تبدیل شد. اندکی پس از آن در سال ۶۷۲، و تحت شرایط نامعلوم اما شواهدی از آشفتگی داخلی در پادشاهی جدید، گئوم به دستور آنسونگ کشته شد.
در سال سوم سلطنت سیلا، پادشاه شینمون (۶۸۳)، در پی توطئه‌های سرکش توسط اشراف سیلا علیه پادشاه سینمون (توطئه‌هایی که شامل ژنرال دیمون (대문؛ 大文)، یکی از بستگان آنسئونگ نیز می‌شد)، سیلا پادشاهی کوچک سیلا را لغو کرد. عنوان رسمی سوپان (소판؛ 蘇判)، به نام قبیله کیم (金)، و به یک قطعه زمین سخاوتمندانه و مسکن باشکوه داده شد. پادشاهی بودئوک به پایان رسید و آنسونگ به گیونگجو رفت و جمعیت باقی مانده گوگوریو در آنجا در مناطق مختلف در جنوب سکونت یافتند.
تاریخ و شرایط مرگ آنسونگ مشخص نیست.